# 政治委員令

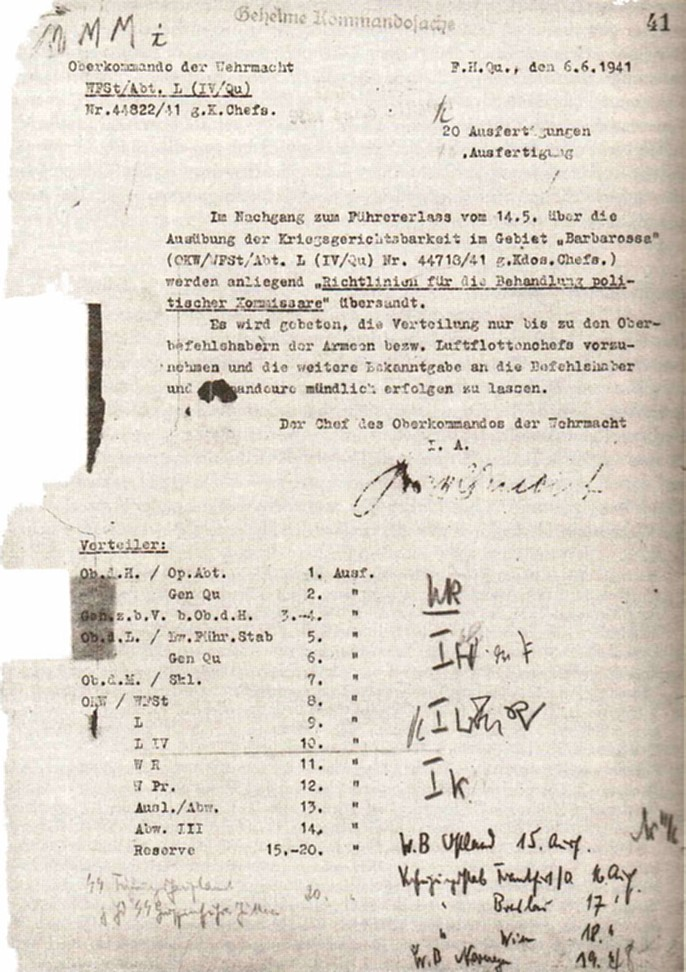
由「國防軍最高統帥部」發出的「政治委員令」文件第一頁。

政治委員令（德語：Kommissarbefehl），全稱為「政治委員處置指南」（德語：Richtlinien für die Behandlung politischer Kommissare）是納粹德國「元首」阿道夫·希特勒在第二次世界大戰期間的1941年6月6日、進攻蘇聯的「巴巴羅薩作戰」發動前不久發出的一道命令，要求德軍在抓獲了蘇聯紅軍中主管意識形態的政治委員後不以戰俘身分對待，而是直接處決（為了保密，德軍將其帶到集中營去由「別動隊」殺害），具有明顯和活躍布爾什維克思想的一般戰俘亦適用此命令。

## 背景
希特勒在1941年3月30日的一次會議中向在座的高級將領指出對蘇聯的戰爭必須「空前的殘忍和無情」，並聲稱蘇聯並非「海牙公約」的簽屬國，故不適用其交戰規則（事實上蘇聯早已簽署）。
「政治委員令」第一版由歐根·穆勒中將於1941年5月6日擬定，要求德軍在抓獲蘇聯政治委員時直接射殺，以防止其混進戰俘營。德軍高層相信，1918年導致德意志帝國解體的「十一月革命」有部分原因就是因為俄國的布爾什維克戰俘混進戰俘營中加以煽動造成的，「政治委員令」即是為了防止「舊事重演」。起初穆勒的命令書還有一段要求各軍指揮官防止暴行的發生，但後來在最高統帥部的要求下移除該段落。同年5月24日，陸軍總司令瓦爾特·馮·布勞齊區增修了這道命令的行文，要求在「保持紀律」的狀態下執行此命令。6月6日，最高統帥部發出「政治委員令」，收受者僅限於高級將領，並要求以口頭告知的方式將命令傳給下級軍官。

## 執行與後果
有許多德軍將領在回憶錄中聲稱有接到該命令，但最終並未實行下去，這點引發諸多爭議，德國歷史學家尤根·福斯特（Jürgen Förster）即認為前者是心知肚明的，並認為導致數千名被俘擄的蘇軍政委被處死，另一位德國學者恩斯特·諾爾特則持反面觀點，而漢斯·阿道夫·雅各布森寫道：「無須懷疑，德軍指揮官壓根就知道此命令藐視了國際法，該命令發布出來的書面副本數量異常稀少即可證實這點。」。據資料，有200名蘇軍政委在1942年秋季於诺因加默集中营被齊克隆B毒氣殺害、1943年4月中也有59名政委死於茅特豪森－古森集中營。從軍事的角度上來說，「政治委員令」加強了蘇軍的士氣和反抗心，讓德軍的勸降工作更難以執行，不少德軍將領多次請求希特勒撤回此命令，但強硬地表示改命令「一點都不能更改」，直到1942年5月6日後者才下令取消。
戰後同盟國軍事法庭審理此命令時，難以證明德軍高級指揮官究竟有無把命令傳下去，大多數的處決報告一直到1948年的最高統帥部審判才提出，德軍將領個案和看法如下：
- 威廉·馮·里布元帥的「北方集團軍」被控有實施處決政委的命令，其下轄的第4裝甲軍團在開戰僅四周就殺害了172名政委，至1941年12月，第16、18軍團也殺害了96名政委。里布反問假定每80名蘇軍俘虜中有一名政委，那被其集團軍抓獲的340,000名戰俘不就有4,250人遇難嗎？稱這個數字反而證明他有加以阻止[11]。
- 簽屬此命令的最高統帥部部長威廉·凱特爾元帥因此被宣判負有「反人類罪」，連同其他罪名被處以絞刑[12]。
- 埃里希·馮·曼斯坦元帥在接獲命令後交付給下屬執行，所有被其部隊俘虜的政委皆被處死，戰後審判時曼斯坦還在法庭上謊稱只接到命令，但沒有傳達下去。1949年，曼斯坦被英國法庭宣判有罪[13]。
- 前陸軍總司令布勞希奇也在戰後受審時表示認為發出「保持紀律」的反命令已經抵消了「政治委員令」，並發誓不知道後者已在執行[11]。

## 資料來源
1. ↑  （德文）Otto, Reinhard. . München. 1998: 268. ISBN 3-486-64577-3.
2. 1 2  （英文）Jacobesn, Hans-Adolf. . . New York: Walter & Co: 516-517. 1968. ISBN 978-0-5860-8028-3.
3. 1 2 3  （英文）Jacobesn, Hans-Adolf. . . New York: Walter & Co: 519. 1968. ISBN 978-0-5860-8028-3.
4. ↑  （英文）Förster, Jürgen. . . Westpoint: Meckler Press: 502. 1989. ISBN 0-88736-255-9.
5. ↑  （德文）. KZ-Gedenkstätte Neuengamme (Hrsg.). 1998: 93. ISBN 3-86108-075-3.
6. ↑  （德文）Otto, Reinhard. . München. 1998: 249. ISBN 3-486-64577-3.
7. ↑  （英文）Holocaust Encyclopedia: Commisar Order （页面存档备份，存于）
8. ↑  （英文）Jacobesn, Hans-Adolf. . . New York: Walter & Co: 522. 1968. ISBN 978-0-5860-8028-3.
9. ↑  （德文）Felix Römer. . Schöningh Paderborn. 2008: 666. ISBN 978-3506765956.
10. ↑  （英文）Jacobesn, Hans-Adolf. . . New York: Walter & Co: 512. 1968. ISBN 978-0-5860-8028-3.
11. 1 2 3  （英文）The Truth About Hitler's “Commissar Order”:The Guilt of the German Generals
12. ↑  （德文）Der Nürnberger Prozeß, Materialien und Dokumente, Urteil, Die einzelnen Angeklagten, Keitel, Kriegsverbrechen und Verbrechen gegen die Menschlichkeit - Zeno.org （页面存档备份，存于）
13. ↑  （英文）Smesler, Ronald & Davies, Edward. . Cambridge: Cambridge University Press. 2007: 97. ISBN 978-3506765956.